# Ella Welleszová
Ella Welleszová (nepřechýleně Ella Wellesz; další varianta jména: Ella Méreiné Wellesz; * 9. července 1910 Gádoros – 10. února 1997 Budapešť) byla maďarská fotografka.

## Životopis
Narodila se v roce 1910 v židovské rodině v Gádorosu.  V roce 1915 se s rodinou přestěhovala do Orosházy. Fotografii začala studovat u Sándornál Szemenyei v roce 1927 a studium dokončila v roce 1929. Krátce pracovala pro Andornála Tapasztó, poté se v roce 1930 přestěhovala do Budapešti. Od roku 1931 pracovala pro Dezsőnéla Áldora, poté si otevřela společné studio s Kato Soltym. Od té doby se věnovala především divadelní fotografii.
V roce 1940 se provdala za novináře Viktora Méreie a měli dvě děti. Její manžel byl zasažen v Újlipótváros v roce 1945 a své dvě děti vychovávala sama v těžkých podmínkách.  V roce 1949 fotografovala pro noviny Színház és mozi. V letech 1952 až 1954 pracovala v Magyar Fotó, předchůdci tiskové agentury Magyar Távirati Iroda (MTI). Až do své smrti pracovala jako fotografka na volné noze. 